# 10515 Old Joe
10515 Old Joe este un asteroid din centura principală de asteroizi.

## Descriere
10515 Old Joe este un asteroid din centura principală de asteroizi. A fost descoperit pe 31 octombrie 1989 la Stakenbridge de Brian G. W. Manning. Asteroidul prezintă o orbită caracterizată de o semiaxă mare de 2,57 ua, o excentricitate de 0,26 și o înclinație de 5,4° în raport cu ecliptica.